# جانی اورلاندو
جانی اورلاندو (انگلیسی: Johnny Orlando؛ زادهٔ ۲۴ ژانویهٔ ۲۰۰۳) خواننده، ترانه‌نویس و بازیگر اهل کانادا است. او در سال ۲۰۱۹ نامزد دریافت جایزه جونو برای بهترین هنرمند سال و همچنین نامزد دریافت جایزه از جوایز برگزیده نوجوانان بوده‌است. اورلاندو در سال ۲۰۱۵ با ارسال بازخوانی ترانه‌های پاپ هنرمندانی مانند تیلور سوئیفت، جاستین بیبر و آستین ماهون در شبکه‌های اجتماعی و کانال یوتیوب خود مورد توجه قرار گرفت. همچنین وی از سال ۲۰۱۱ میلادی تاکنون مشغول فعالیت بوده‌است.